# Ескадрені міноносці типу «Дерзкий»
Ескадрені міноносці типу «Дерзкий» — тип ескадрених міноносців, що будувалися в 1912—1914 роках за «малою суднобудівною програмою» Російської імперії.

Кораблі типу належали до числа ескадрених міноносців типу «Новик». 

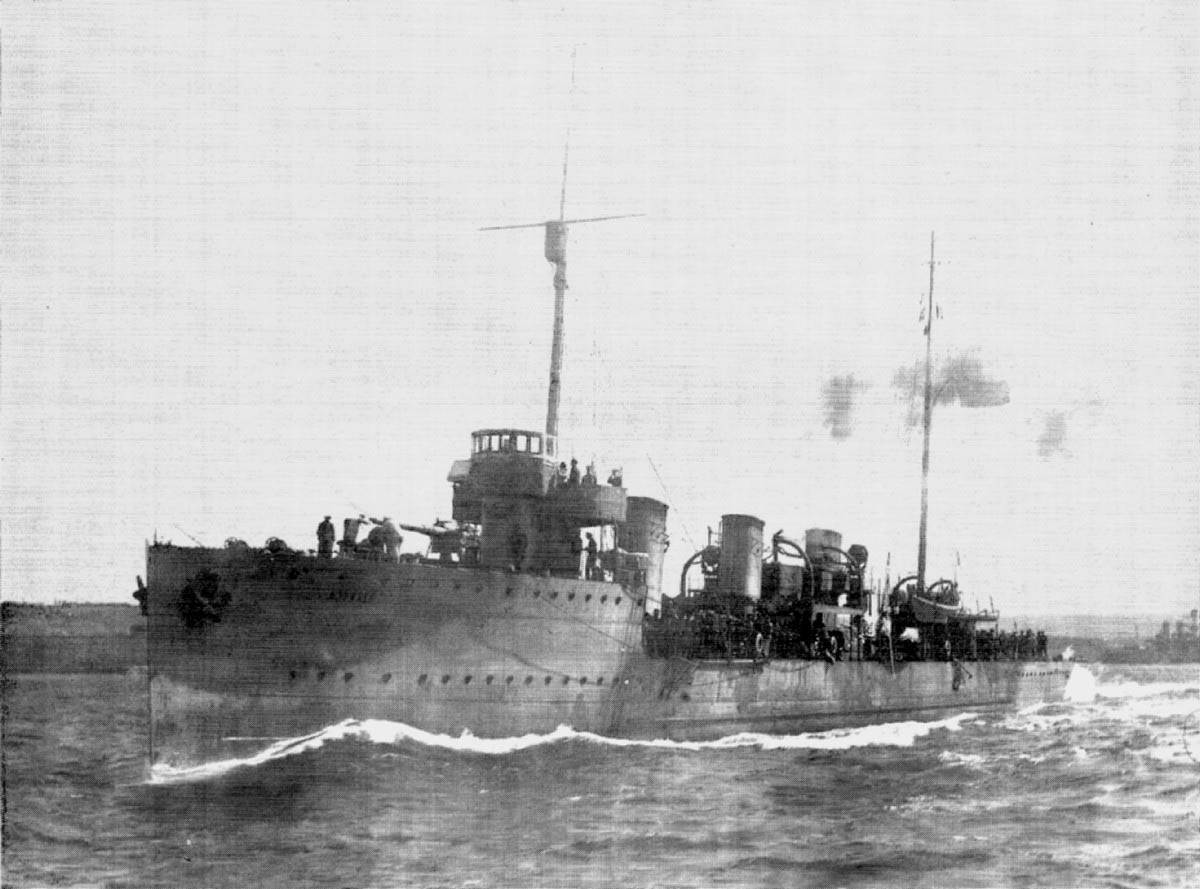
Есмінець «Дерзкий»

## Представники
| Назва           | Закладений      | Спуск          | Зачислений у стрій | Флот | Статус |
| --------------- | --------------- | -------------- | ------------------ | ---- | ------ |
| «Беспокойний»   | 20 вересня 1912 | 18 жовтня 1913 | 11 жовтня 1914     | ЧФ   |        |
| «Гневний»       | 20 вересня 1912 | 18 жовтня 1913 | 11 жовтня 1914     | ЧФ   |        |
| «Дерзкий»       | 18 жовтня 1913  | 2 березня 1914 | 11 жовтня 1914     | ЧФ   |        |
| «Пронзительний» | 18 жовтня 1913  | 2 березня 1914 | 11 жовтня 1914     | ЧФ   |        |